# Иванов, Алексей Иванович (учёный-агроном)
Алексе́й Ива́нович Ивано́в (род. 17 декабря 1970) — российский учёный в области земледелия, мелиорации, агрохимии и почвоведения. Главный научный сотрудник Агрофизического НИИ в Санкт-Петербурге, доктор сельскохозяйственных наук (2000), профессор (2002), профессор РАН (2016). В 2016 году избран членом-корреспондентом РАН по Отделению сельскохозяйственных наук. 

## Биография
Родился в деревне Трутнево Гдовского района Псковской области.
Окончил агрономический факультет Великолукской государственной сельскохозяйственной академии, где обучался в 1987—1991 гг., учёный агроном. С 1991 по 1993 г. являлся соискателем в СПбГАУ, впоследствии в 1997—2000 гг. там же в докторантуре. 
С 1992 по 1997 год работал главным агрономом колхоза «Авангард» в родной области. Одновременно с 1993 года преподавал в альма-матер, с 1996 года — доцент, с 2000 года — профессор и в 2002—2006 гг. — заведующий кафедрой химии. 
С 2007 года работает в Агрофизическом НИИ (АФИ, Санкт-Петербург), где в настоящее время (2018 г.) занимает должность главного научного сотрудника, заведующего отделом физико-химической мелиорации и опытного дела. 
С 2011 г. работает по совместительству в Северо-Западном Центре междисциплинарных исследований проблем продовольственного обеспечения (СЗЦППО, Санкт-Петербург), должность в данный момент — главный научный сотрудник и заведующий лабораторией органического и природоохранного земледелия.
Является членом учёных советов АФИ и СЗЦППО, возглавляет в них специализированные секции: мелиорации и методики опытного дела. Входит в состав научного совета секции земледелия, мелиорации, водного и лесного хозяйства ОСХН РАН по направлениям «агрофизика, моделирование и опытное дело» и «мелиорация и водное хозяйство». Возглавляет секцию по проблемам земледелия и мелиорации Объединённого научного совета Президиума СПб НЦ РАН по проблемам развития АПК. Член диссоветов при АФИ и СПбГАУ. Под началом А.И. Иванова подготовлено 8 кандидатов и 2 доктора наук. Член редколлегий и редсоветов журналов «Проблемы агрохимии и экологии», «Агрофизика», «Международный сельскохозяйственный журнал».
Автор более 250 опубликованных научных работ, 7 монографий и 3 учебников.
Весной 2016 года получил почётное учёное звание профессора РАН, а в октябре того же года избран членом-корреспондентом РАН по Отделению сельскохозяйственных наук (ОСХН).